# Idioma coriaco
aure
El idioma coriaco o koryak es una lengua chucoto-camchatca (luoravetlan), hablada por unas 3.500 personas (según estimaciones del año 2001) en el Distrito Autónomo de Koriakia, en las extremidades orientales de Siberia, dentro de la península de Kamchatka. Guarda una relación muy estrecha con el idioma chucoto, que lo triplica en número de hablantes. Junto con el chucoto, el itelmeno, el kerek y el alutor (consideradas estas dos últimas como dialectos del coriaco) forma la familia de las lenguas chucoto-camchatcas (agrupadas dentro de las lenguas paleosiberianas). El nombre de la lengua en coriaco es нымылан, nymilan, pero el nombre impuesto por los rusos es el más común.
Los chucotos y los coriacos forman una unidad cultural basada en la economía de la caza de renos, y ambas etnias tienen autonomía dentro de la Federación Rusa.

## Uso de la lengua
Los coriacos, como los chucotos, empleaban pictografías. Desde 1913 los niños coriacos acudían a las escuelas de los misioneros (ya existían 13 en 1916), pero la escritura del coriaco se formalizó a partir de 1930, cuando se compila un alfabeto de 28 letras basado en el dialecto chavchyvan, que se utilizó como base del actual coriaco. El primer libro, Jissa kalelal (El libro rojo), fue publicado en 1932, y en 1934 se publicaron un libro de lectura y otros libros de texto. En 1933 había 1.545 escolares cuyo primer año de enseñanza se impartía en coriaco, como introducción al ruso. Sin embargo, en 1937 se forzó por parte de las autoridades soviéticas la adopción del alfabeto cirílico, y se publicaron libros de texto y panfletos soviéticos traducidos del ruso, junto con pequeñas obras de ficción de autores como Kersai Kekketyn, Lev Zhukov y Vladimir Koyanto. 
Desde 1988 se han aprobado decretos que buscan el desarrollo de los pueblos nórdicos, de manera que se han publicado nuevos libros de texto en coriaco y un abecedario, compilados por M. Ikavav, I. Agin, V. Kavav y E. Narivlitx. Se publican artículos en coriaco el diario provincial Narodovlastie.

## Alfabeto del coriaco
| А а | Б б | В в | В' в' | Г г | Г' г' | Д д | Е е |
| Ё ё | Ж ж | З з | И и   | Й й | К к   | Ӄ ӄ | Л л |
| М м | Н н | Ӈ ӈ | О о   | П п | Р р   | С с | Т т |
| У у | Ф ф | Х х | Ц ц   | Ч ч | Ш ш   | Щ щ | Ъ ъ |
| Ы ы | Ь ь | Э э | Ю ю   | Я я |       |     |     |